# آرامگاه پیر پیران
آرامگاه پیر پیران واقع در دهستان کمال‌آباد در روستای آتشگاه که دارای بنایی معاصر و درختی ۲۰۰۰ ساله است.
پیرپیران نامی آشنا برای مردم البرز است ولی اطلاعات درستی دردست نیست. آنچه که از گذشتگان وسالخوردگان آن دیار شنیده شده پیری که کامل بوده مدتی دراین محل بتنهایی زندگی می کرده از اسم حقیقی او کسی چیزی نمیداند بعضی معتقدند او مسیح دوران بوده. وبدنبال ولی وقت خود به این منطقه متواری شده بهرحال اولیای الهی به این منطقه رفت وآمد می کنند و اعتقاد دارند ولی وقت پیر پیران در این محل نزول اجلاس می کند. وفعلا نمای ساختمان از حالت قبل که یک اتاقک کوچک بود وبرنگ سبز نقاشی شده بود در آمده ودر کنار درخت کهنسالی که قدمت بیش از یکصد سال دارد ساختمان جدید توسط خیرین واداره اوقاف ومیراث فرهنگی ساخته شده ومحل زیارت اهل دل است. دیدنش لطفی دگر دارد.